# Just Friends
«Just Friends» —en español: «Sólo somos amigos»— es una canción interpretada por la cantante londinense Amy Winehouse, escrita por ella misma y producida por Mark Ronson. Fue incluida en su álbum de estudio Back to Black. A pesar de no haber sido lanzada como sencillo Amy grabó un video musical en donde se la puede ver en un concierto en vivo totalmente en blanco y negro.

## Posicionamiento en listas
| País/Continente | Lista musical   | Mejor posición |
| --------------- | --------------- | -------------- |
| Reino Unido     | Top 100 singles | 12             |
| EE. UU.         | Top 100 singles | 94             |